# Johannes Christian Bach
Johannes Christian Bach (Erfurt, Alemaia, 1640 - 1682) fue un organista alemán.
Después de tener un empleo en Eisenach, reemplazó a su padre Johannes Bach en su ciudad natal, donde murió de peste. 
Dos de sus hijos fueron músicos: 
- Johann Jakob Bach (1668-1692)
- Johann Christoph Bach (1673-1727).